# 接近角與離去角

车辆的接近角（α）和離去角（β）

接近角與離去角（英語：Approach and departure angles）是汽車設計中的一項幾何參數，常作為對車輛越野能力的指標之一，兩者也合稱為坡道角（英語：ramp angles）。 接近角是指車輛能從水平地面順利爬上的最大斜坡角度，也就是前懸與地面之間的夾角。  離去角則是車輛能順利從斜坡回到水平地面的最大斜坡角度，即後懸與地面之間的夾角。

## 註腳
1. ↑  前保險桿最凸出處到前輪中心的距離稱為前懸[4]
2. ↑  後輪中心到後保險桿最凸出處的距離稱為後懸[4]